# Hédi Fried
Hédi Fried (de soltera Szmuk; Sighetu Marmației, 15 de junio de 1924-Estocolmo, 20 de noviembre de 2022) fue una autora y psicóloga sueco-rumana. Superviviente del Holocausto, pasó por Auschwitz y Bergen-Belsen, llegando a Suecia en julio de 1945 con el barco M/S Rönnskär.
Fried murió el 20 de noviembre de 2022 en Estocolmo, a la edad de 98 años.

## Premios
- La Medalla Seraphim (Suecia: 2019)[8][9]
- La Medalla Illis Quorum en oro del 8º tamaño (Suecia; 1998)
- Cruz de Oficial de la Orden del Mérito de la República Federal de Alemania (2017)[10]
- Caballero de la Orden de la Estrella de Rumanía (2016)[11]
- El premio del movimiento europeo sueco Europeo del año (1997)
- Premio Cultura Natur & Kultur (1998)
- Premio de la paz Eldh-Ekblad de la Sociedad Sueca de Paz y Arbitraje (1999)[12]
- Doctor Honorario de la Universidad de Estocolmo (2002)
- Premio de la Academia Raoul Wallenberg Premio Raoul Wallenberg (2015)
- Premio Olof Palme del Olof Palme Memorial Fund (2017)

## Libros
- 1992 – Skärvor av ett liv. Vägen hasta och från Auschwitz, Natur & Kultur ,ISBN 91-27-02963-8
- 1995 – Livet tillbaka, Natur & Kultur,ISBN 91-27-05353-9
- 2002 – Ett tredje liv: från jordbävning i själen till meningsfull tillvaro, Natur & Kultur,ISBN 91-27-09280-1
- 2003 – Vive pendel. Fragmento, erfarenheter, insikter, Lärarhandledning Natur & Kultur,ISBN 91-27-09398-0
- 2017 – Frågor jag fått om Förintelsen, Natur & Kultur ,ISBN 978-91-27-15085-0
- 2019 – Historia de Bodri, Natur & Kultur,ISBN 978-91-27-16125-2